# 53 (число)
Вижте пояснителната страница за други значения на 53.
53 (петдесет и три) е просто, естествено, цяло число, следващо 52 и предхождащо 54.
Петдесет и три с арабски цифри се записва „53“, а с римски цифри – „LIII“. Числото 53 е съставено от две цифри от позиционните бройни системи – 5 (пет) и 3 (три).

## Общи сведения
- 53 е нечетно число.
- 53 е атомният номер на елемента йод.
- 53-тият ден от годината е 22 февруари.
- 53 е година от Новата ера.